# L'Art du bonheur : Sagesse et sérénité au quotidien
L'art du bonheur est un livre écrit par le 14e Dalaï Lama et Howard C. Cutler (en), un psychiatre américain. Ce livre rencontre un grand succès de librairie.

## Résumé
Le livre explore comment entraîner la perspective humaine et son impact sur la perception. Le concept selon lequel le but de vie est le bonheur, que le bonheur est déterminé plus par l'état d’esprit intérieur que par les conditions, les circonstances, ou les événements extérieurs — au moins une fois que les besoins de survie fondamentaux sont rencontrés et que le bonheur peut être atteint par un entraînement systématique de nos cœurs et esprits, par la transformation de nos attitudes et de notre perspective et que le bonheur est dans nos propres mains. 
Pour résumer simplement, le Dalaï-Lama évoque la quête du bonheur construit autant sur les considérations de soi que d'autrui, dans le respect et la compassion.